# Чувашские цифры
Чувашские цифры — древнее обозначение чисел, из тюркской рунической письменности, до сих пор используемое чувашами при нумерации брёвен в срубе.
Древние чувашские цифры появились, по мнению учёных, от счёта на пальцах. Чувашские числовые знаки имели внешнее сходство с римскими, но имели некоторые отличия. Если в римской записи большие числа стояли слева, то в чувашской — наоборот, справа. Знаки для обозначения 5, 50, 100, 1000 у чувашей отличались от римских.
Чувашские цифры наносились на прямоугольную бирку ножом с двух её боков или на бревне топором. В начале XX века чувашские численные знаки нередко писали и на бумаге.

## Цифры
| Число | Чувашское обозначение |
| ----- | --------------------- |
| 1     |                       |
| 5     | /                     |
| 10    | X                     |
| 50    |                       |
| 100   | 𐠀                     |
| 500   | 𐠁                     |
| 1000  | ✳                     |

## Примеры
| Число | Чувашское обозначение |
| ----- | --------------------- |
| 2     | II                    |
| 4     | IIII                  |
| 6     | I/                    |
| 19    | IIII/X                |
| 32    | IIXXX                 |
| 47    | II/XXXX               |